# Murge tarantine
Le Murge tarantine sono un complesso collinare della provincia di Taranto in Puglia.
Rappresentano il prosieguo dell'altipiano murgiano. I confini delle Murge tarantine non sono ben definiti, ma approssimativamente comprendono l'area delle gravine a nord-ovest del capoluogo provinciale (Laterza, Ginosa, Castellaneta etc.) che digradano fino all'arco ionico tarantino, l'area della valle d'Itria e della soglia messapica (Martina Franca, Crispiano, Montemesola, Grottaglie etc.) e, a oriente del capoluogo, l'area delle serre (Roccaforzata, Faggiano, San Giorgio Ionico, Carosino, Lizzano, Fragagnano, Avetrana etc.) al confine con la provincia di Lecce.

## Orografia
Nell'ambito delle Murge tarantine è possibile distinguere due macro-aree: la porzione centro-occidentale della provincia (Gravine e Valle d'Itria) si caratterizza per rilievi relativamente elevati e a volte ripidi; la zona centrale e orientale  (Soglia messapica e le serre) presenta invece rilievi assai modesti, che difficilmente superano i 150 m s.l.m.
I rilievi più alti si trovano principalmente nel territorio comunale di Martina Franca: il monte Sorresso raggiunge i 524 m s.l.m., ma superano i 400 m s.l.m. anche il monte Trazzonara, il Monte Fellone, su cui sorgono la frazione omonima e quella di Specchia Tarantina. 
Nella seconda macro-area, si ergono in maniera a volte improvvisa, seppur con altitudine molto modesta, le cosiddette serre: la Serra di Sant'Elia (145 m s.l.m.), nel comune di Roccaforzata, il Monte Bagnolo (alto 126 m s.l.m.) tra Manduria e Sava, il monte Santa Petronilla tra Lizzano e Sava, il Monte Santa Sofia (alto 123 m) sul quale sorge Fragagnano, il Monte dei Diavoli (117 m) e il Monte della Marina (100 m) tra Manduria ed Avetrana, il Monte Furlano (90 m) e il Monte Specchiuddo (72 m) nel territorio di Maruggio.